# 野坂インターチェンジ
野坂インターチェンジ（のさかインターチェンジ）は、鹿児島県霧島市横川町上ノにある北薩横断道路（北薩空港道路）のインターチェンジ。周囲は山々に覆われており、IC近辺には特に目立った商業施設などは存在しない。

## 道路
- 北薩横断道路（北薩空港道路）

## 沿革
- 2002年8月9日 : 野坂IC-永野IC間が開通したのに伴い、供用開始[1]。
- 2020年（令和2年）度：空港入口交差点から野坂ICまでが溝辺道路として事業化される[2][3]。

## 接続する道路
- 国道504号

## 隣
北薩横断道路（北薩空港道路）
野坂IC - 永野IC